# Българско овчарско куче
Българското овчарско куче е новосъздадена порода куче. Огромно влияние върху формирането на съвременното българско овчарско куче оказва стремежът към създаване на много едро куче компаньон, подходящо по-скоро за градска среда и изложбен ринг. Няма данни екземпляри от новосъздадената порода да са използвани като традиционно пастирско куче. За основа е използвана старата автохтонна порода овчарско куче на номадите, известна като Каракачанско куче. Тя се отличава с ръст над средния, масивност, издръжливост, гъста и обилна козина, гъвкава и приспособима психика, борбен характер и разностранно развити качества. На нейна основа, след 2009 г. международен FCI съдия Стефан Попов и съратници създават нова порода-съвременното българско овчарско куче. За целта се използват активно едри, масивни екземпляри, дооформяни през последните 10 години чрез хаотично вливане на кръв от сродни породи – средноазиатска овчарка, кавказка овчарка, санбернар, нюфаундленд, московски страж и др.
Българското овчарско куче не фигурира в списъка на Международната федерация по кинология (FCI) нито като самостоятелна порода, нито като вариант на порода. Признато е само от три частни, алтернативни на FCI кучелюбителски организации с българо-руски генезис: Alianz Canine Worldwide, International Kennel Union и United Kennel Clubs International.

## Стандарт на породата

### Научна, систематична и стопанска класификация
При опит за научно класифициране на породата Българско овчарско куче трябва да се изходи от факта доколко тези животни имат и имат ли въобще различия в своята геномна карта спрямо фенотипно близки до тях породи, разпространени в България и други райони на Балканския полуостров. Подобни изследвания не са правени и всяко едно твърдение би имало хипотетичен, но не и научен характер. През 2012 г. в лаборатория „Проген“ е направен генотест на представителна извадка от породата (150 екземпляра). Генотипирането на животните е извършено по 19 маркера, съгласно изискванията на Международната общност по животинска генетика (ISAG). В резултат на проведените изследвания са определени генетичните характеристики на тази популация, без същите да са сравнени с характеристиките на сродни породи. На всяко от изследваните животни е издаден сертификат с отразени генетични характеристики (генетичен паспорт).

### Поведение
Преобладаващата отбранителна реакция със силен тип нервна система и уравновесен характер. Най-общо БОК може да се охарактеризира като спокойно, недоверчиво към непознати куче компаньон. Тези му качества съчетани с импозантен ръст го определят като незаменим приятел на човека в урбанизираните региони на България.

### Предназначение на породата
БОК е порода, създадена на база на кучета използвани за охрана в свободно състояние или в група на селскостопански животни. Подходяща е за участия в изложби, разходки в парка, охрана на дворове, вили, складове и други охранявани обекти.

### Отглеждане
Като начин на отглеждане БОК не се отличава по нищо от другите едри породи кучета, изисква повече внимание към храненето, движението и натоварването по време на растежа. БОК е непретенциозно, издръжливо и добре приспособено към драстични промени в климата – порода, подходяща за отглеждане на открито, която се чувства най-добре на балкона или двор, но в последните 20 години все по-често може да се срещне и в ролята на домашен любимец, изложбен експонат, охранител на имуществото и на семейството в апартамент.
Трябва да се има предвид, че БОК притежават твърд, доминантен характер и по тази причина кучетата от породата трябва да се възпитават от малки и се нуждаят от опитен стопанин, особено когато бъдат взети за съжителство в апартаментски условия, където постоянно се осъществява взаимодействие между тях и хората.
Повечето кученца БОК от малки проявяват типичен инстинкт да закрилят и пазят хората, съвместно с които живеят.

### Конституция и тип висша дейност
В конституционално отношение и по стандарт БОК е с комбиниран груб-здрав и здраво-груб тип. Костната система е груба, здрава и масивна. Мускулатурата е добре развита и изразена. Кожата е дебела, плътно прилепнала по тялото, с провисвания в областта на шията.

### Глава
Главата на БОК е типично молосоидна. Черепът е масивен и широк, добре заоблен, окципиталният издатък е слабо изразен. Надочните дъги както и стопът са силно изразени или липсват. Плавен изразен преход от лицева към теменна част. Муцуната е масивна, слабо стесняваща се към носа, тъпа, къса и дълбока, 2/5 от дължината на главата. Носната гъба е добре пигментирана черна или розова според украската. Бърни: средно дебели, плътно прилепнали като горната припокрива долната и увисва под нея. Зъбите са здрави, големи и бели с нормален набор 42 броя. Захапката е ножицовидна. Резците са подредени в лека дъга. Ушите са висящи, триъгълни със заоблен връх, големи, покрити с дебели и плътни косми. Очи: фронтално, широко поставени. Латералните/странични/очни ъгли са малко по-ниско от вътрешните/медиални/. Формата е бадемовидна. Цветът е кафяв, предпочита се по-тъмен цвят. Клепачите е желателно да са плътно прилепнали.
Като цяло Българското овчарско куче е компактно и асиметрично, с леко удължен формат на тялото. При мъжките кучета дължината спрямо височината на тялото е около 8/10. При женските кучета дължината спрямо височината на тялото е около 10/12.

### Шия
Шията е здрава и широка с провисналости на кожата и образува така наречения „гердан“. Дължината ѝ е приблизително равна на дължината на главата. Поставена е под ъгъл около 40 градуса спрямо мисленото продължение на гърба.

### Гръден кош
Гръдният кош е широк и дълбок. Стегнумът е малко под нивото на лактите. Ребрата са умерено извити, без да са плоски или бъчвоподобни. Холката е добре изразена. Свързана е плавно както с шията, така и с гърба. Погледнати отпред, гърдите са добре развити, което прави постановката на предните крайници широка, но не развърната.

### Гръб, поясница и кръстец
Гърбът е здрав, прав и широк. Поясницата е средно дълга, а кръстеца – къс. Свързани са здраво помежду без да са изпъкнали или провиснали.

### Крупа и опашка
Кръстецът заедно с тазовите кости образуват широка Крупа с нормална постановка и добра замускуленост. Опашката достига до скакателните ставо или малко под тях. В повечето случаи е извита сърповидно над линията на гърба, но се среща и дълга права.

### Предни крайници
Лопатката е дълга и широка, здраво свързана с трупа, лежаща плътно към гръдния кош, с добре изразен гребен. Раменните кости са средно дълги и прибрани към тялото. Лактите са в близост до гръдния кош. Подраменните кости са вертикално поставени с леко овална форма. Метакарпусите са здрави и пружиниращи.

### Задни крайници
Бедрата са дълги, широки и силно заоблени. Подбедрата са дълги, сключващи с бедрата почти прав ъгъл. Скакателните стави са добре изразени, стегнати, успоредни помежду си. Метатарзусите са здрави и перманентно пружиниращи.
Както предните, така и задните крайници са прави, успоредни помежду си, отвесни спрямо земята.
Лапите са широки, с леко овална форма. Възглавничките са твърди, но еластични. Ноктите са добре развити, дълги, прибрани в лапите. Често се срещат един или два допълнителни пръста.

### Движение
Движенията на БОК са ирационални, не изразходват излишна енергия, свободни, с широка крачка. Характерни са спокойният лек ход и тежък тръс.

### Космена покривка
Космената покривка е средно дълга до дълга. По лицевата част на главата тя е къса. При много от кучетата ушите също са с къс косъм. По-къси са космите във воларната част на предните крайници и в областта от подрамената до лапите. Подбедрата от средата надолу и метатарзусите също са късо окосмени. Дорзалната повърхност на подрамената и плантарната повърхност на бедрата е окосмена с дълги осилести косми. Пуховият слой е плътен и обхваща цялото тяло с изключение на късоокосмените области. Допускат се едноцветна, двуцветна и трицветна окраска, като се предпочитат големи, ясно очертани тъмни петна на бял фон или бели петна на тъмен фон. Тъмният фон може да бъде черен, сив, кафяв и червен. Допуска се наличието на черна маска.
Половият диморфизъм е добре изразен.

### Недостатъци
За недостатък се приема всяко отклонение, което се разминава с посоченото в стандарта при условие, че променя описания екстериорен облик, пречи за изпълнение на служебното предназначение на кучето или го лишава от възможност за нормално възпроизводство.